# FC Mondercange (féminines)
Pour les articles homonymes, voir FC Mondercange.
Le FC Mondercange était un club de football féminin situé à Mondercange au Luxembourg. C'était la section féminine du FC Mondercange. Le club a cessé ses activités en 2005.

## Palmarès
- Championnat du Luxembourg : 1976